# ستيفان ماديرا
ستيفان ماديرا (بالفرنسية: Stéphane Madeira)‏ هو لاعب كرة قدم فرنسي في مركز الدفاع، ولد في 4 يناير 1980 في باريس في فرنسا. لعب مع موريرينسي ونادي أوكسير.

## وصلات خارجية
- ستيفان ماديرا على موقع قاعدة بيانات كرة القدم.إي يو (الإنجليزية)
- ستيفان ماديرا على موقع Soccerway.com (الإنجليزية)
- ستيفان ماديرا على موقع AS.com (الإسبانية)